# Heinz Buchholz

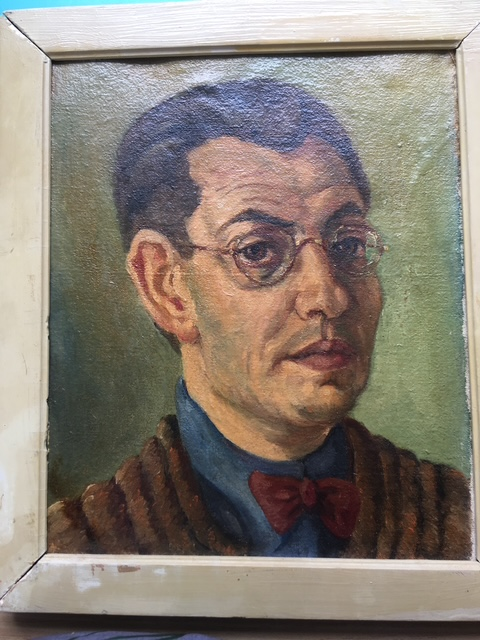
Selbstbildnis Heinz Buchholz (Göteborg 1941)

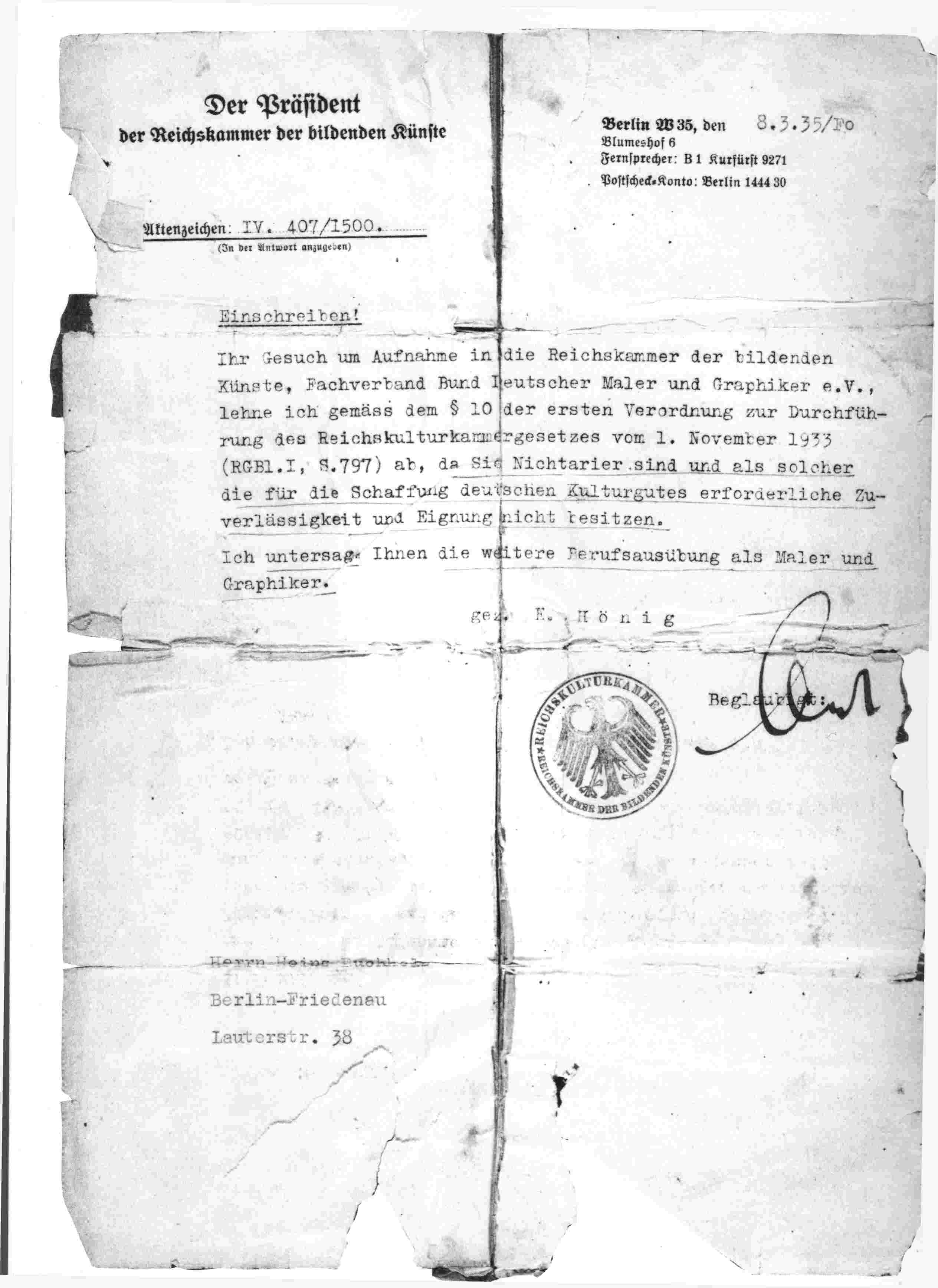
Berufsverbotsschreiben 1935

Heinz Buchholz (* 4. September 1906 in Berlin; † August 1984 in Landskrona) war ein Berliner Maler und Grafiker der 1935 nach Schweden geflohen ist. Er gehört zur Verschollenen Generation, er wurde unter anderem dem Expressiven Realismus zugeordnet.

## Leben
Heinz Buchholz wurde 1906 in Berlin als Sohn eines jüdischen Kaufmanns geboren. Er malte schon als 6-Jähriger seine Umgebung am Nollendorfplatz, mit 10 Jahren ließ ihn die Malerin Sofie-Luise Schlieder, die ihn in seinem Elternhaus kennenlernte, Bilder alter Meister in ihrem Atelier kopieren und machte ihn mit der Ölfarbenlehre vertraut.
Bei Rudolf Albert Becker-Heyer studierte Heinz Buchholz Anatomie und Aktzeichnen. Er verkehrte regelmäßig im Romanischen Café bei der Kaiser-Wilhelm-Gedächtniskirche, dem Treffpunkt der Avantgardisten. Dort lernte er viele bekannte Berliner Künstler der damaligen Zeit kennen, so Kurt Tucholsky, Alfred Kerr und Franz Blei. Für Herwarth Waiden dekorierte er die Sturmbälle. Er modellierte und malte im Zoo mit Wilhelm Hübner-Lauenburg (* 1881), einem Schüler Arthur Kampfs. Einige seiner Tierplastiken wurden in Serie gefertigt. Bei Max Kaus lernte Heinz Buchholz wesentliche Techniken, die ihm die Augen für die moderne Malerei jener Jahre öffnete. Er arbeitet für Theater, die UFA und gestaltete zum Beispiel Cafés.

### Spanische Schaffensperiode
1932 ging Heinz Buchholz nach Palma und eine erste Ausstellung in Barcelona brachte ihm einen beachtlichen Erfolg.
Schon 1933 zeichnete er auf Bitten Friedrich Stampfers von Spanien aus Illustrationen für den Neuen Vorwärts. Trotzdem kehrte er 1934 nach Berlin zurück. Er traf sich dort im Romanischen Café mit noch nicht emigrierten Freunden und wurde sofort von der Gestapo überwacht und verfolgt.

### Berufsverbot und Flucht über die Ostsee
Am 8. März 1935 erhielt Heinz Buchholz ein Berufsverbot des Präsidenten der Reichskammer der bildenden Künste, Eugen Hönig, der seine Aufnahme in die Kammer ablehnte und ihm mitteilte, dass er als „Nichtarier“ die für die „Schaffung deutschen Kulturgutes erforderliche Zuverlässigkeit und Eignung“ nicht besitze. Ihm wurde die weitere Berufsausübung als Maler und Graphiker untersagt. Später wurde Buchholz zum Autobahnbau beim Reichsarbeitsdienst abkommandiert. Die Flucht mit der Eisenbahn erschien ihm als zu gefährlich. Zusammen mit seiner späteren Frau kaufte er ein gebrauchtes Faltboot. Mit diesem für kleine Touren gedachten Kanu begannen sie am 6. Mai 1935 ihre Flucht.
Ein Erlebnisbericht von Heinz Buchholz anlässlich eines Interviews für das Sydsvenska Dagbladet im November 1972 beschreibt diese dramatische Flucht:

„Außerhalb Spandaus setzten wir unser Boot ins Wasser. Wir paddelten der Küste zu. Zu keiner Zeit hatten wir allerdings den Gedanken, uns aufs offene Meer zu wagen. Als wir aber in Swinemünde ankamen und an Bord der Fähre gehen wollten, hielt uns der deutsche Kapitän auf ‚Wohin wollen Sie?‘ ‚Wir wollen in Schweden Urlaub machen!‘. ‚Deutsche machen in Deutschland Urlaub‘ schrie er uns an und verwies uns des Schiffes. Jetzt ergriffen wir einen letzten verzweifelten Ausweg. Friedei (Frau Buchholz) und ich wagten den Versuch, im Kanu nach Schweden zu paddeln. Wir trafen einen Fischer, den wir in unsere Pläne einweihten. ‚Sie sind wahnsinnig‘, sagte er, ‚Sie haben in dem kleinen Gummiboot nicht die geringste Chance.‘ Er riet uns mit aller Entschiedenheit von unserem Vorhaben ab, wir aber sahen keine
andere Wahl. Als wir Pe[e]nemünde im Kanu verließen, hatte gerade die deutsche Artillerie Schießübung und versuchte uns zurückzuwinken. Wir paddelten so schnell wie möglich aus dem Zielgebiet und waren bald auf offener See. Als jedoch ein schwerer Sturm aufkam, gerieten wir in größte Gefahr. Doch zweifelten wir keinen Augenblick daran, dass wir in der Wahl zwischen dieser Flucht und Hitler-Deutschland richtig entschieden hatten.
Als unsere Lage völlig aussichtslos schien, kam ein deutsches Fischerboot auf uns zu. Der Fischer rief uns an, er fragte, ob wir den Verstand verloren hätten. Dann nahm er uns samt unserem Boot auf; es war jetzt voller Sturm. Wir erzählten ihm, wohin wir wollten und warum wir unsere Reise fortzusetzen gedächten, gleichgültig wie sie ausginge. Unser Landsmann hörte uns zu und sagte: ‚Ich werde Euch ein Stück mitnehmen, bis das Unwetter vorüber ist, aber ihr dürft niemals davon berichten, daß ich Euch geholfen habe.‘ Unser Versprechen haben wir bis zum heutigen Tag gehalten (Interview November 1972), nun kann es ihm nicht mehr schaden.“

Der Fischer setzte sie dann nach dem Sturm vor der schwedischen Küste ab und Heinz Buchholz erreichte mit seiner Frau vollkommen erschöpft den Hafen von Landskrona.

### Exil in Schweden
Der schwedische Lotse Henry Strömberg entdeckte im Juni 1935 das kleine Faltboot mit dem Feldstecher. Er nahm zusammen mit seiner Frau die erschöpften Flüchtlinge in seinem Haus in Landskrona auf und versorgte sie mit warmer Kleidung. Eine Woche später setzten Friedel und Heinz Buchholz ihre Reise nach Göteborg fort.
Im schwedischen Exil nannte er sich Hans Buchholz.
In Schweden karikierte Heinz Buchholz u. a. Hitlers Reden, diese Serie wurde in dem Zyklus Hitler spricht zusammengefasst. Die Veröffentlichung der Karikaturen stieß damals wohl auch aus Angst auf Widerstand in Schweden.
Friedel und Heinz Buchholz heirateten 1945. Sie kehrten, so wie viele Emigranten, nicht nach Deutschland zurück. 1972 zog er nach Landskrona, um dort seinen Lebensabend zu verbringen. Nachdem seine Frau am 23. Juni 1983 gestorben war, schied Heinz Buchholz im August 1984 aus dem Leben.

## Werke (Auswahl)
- Hitler spricht! : 35 Zeichnungen zu seinen Reden und ihren Folgen, Heinz Buchholz[3]
- Die Goldenen Zwanziger Jahre, Öl auf Holz, sign. 131 × 149 cm, ein Geschenk an seine Heimatstadt, im Besitz des Senates der Stadt Berlin
- Mona Lisa, Öl auf Holz, 91 × 61 cm
- Der gelbe Fleck, Öl auf Holz, sign. 38 × 29 cm
- Apokalypse, Öl auf Holz, sign. 93 × 125 cm
- Bäume im Sturm, Öl auf Leinwand, 47 × 56 cm
- Industrielandschaft, Öl auf Leinwand, sign. 52 × 67 cm
- Fischer, Öl auf Holz, 97 × 65 cm
- Fischer im Hafen, Öl auf Leinwand, sign. 58 × 84 cm
- Der Tod spielt auf, Öl auf Leinwand, sign. 92 × 64 cm
- Der blinde Maler, sign.  Öl auf Holz, 62 × 70 cm
- Die Entwurtzelten, Öl auf Leinwand, sign. 87 × 61 cm
- Der Tag an dem der Krieg zu Ende ging, Öl auf Leinwand, sign. 122 × 99 cm

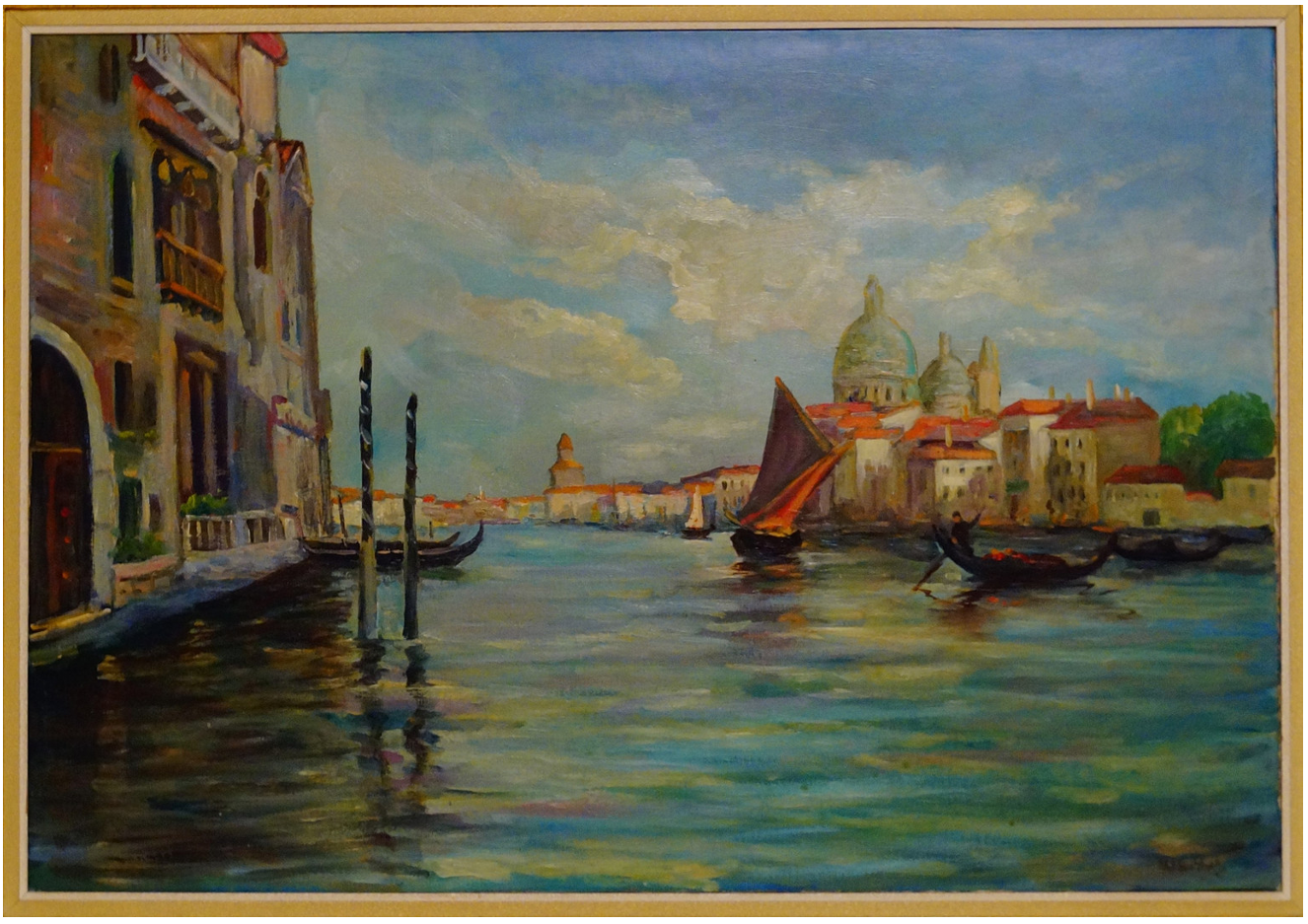
Venedig
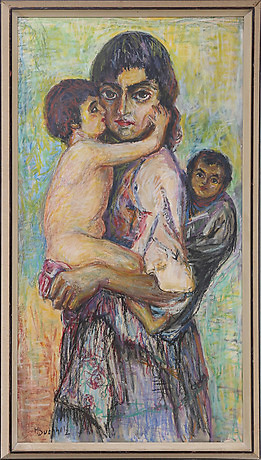
Mutter mit Kind
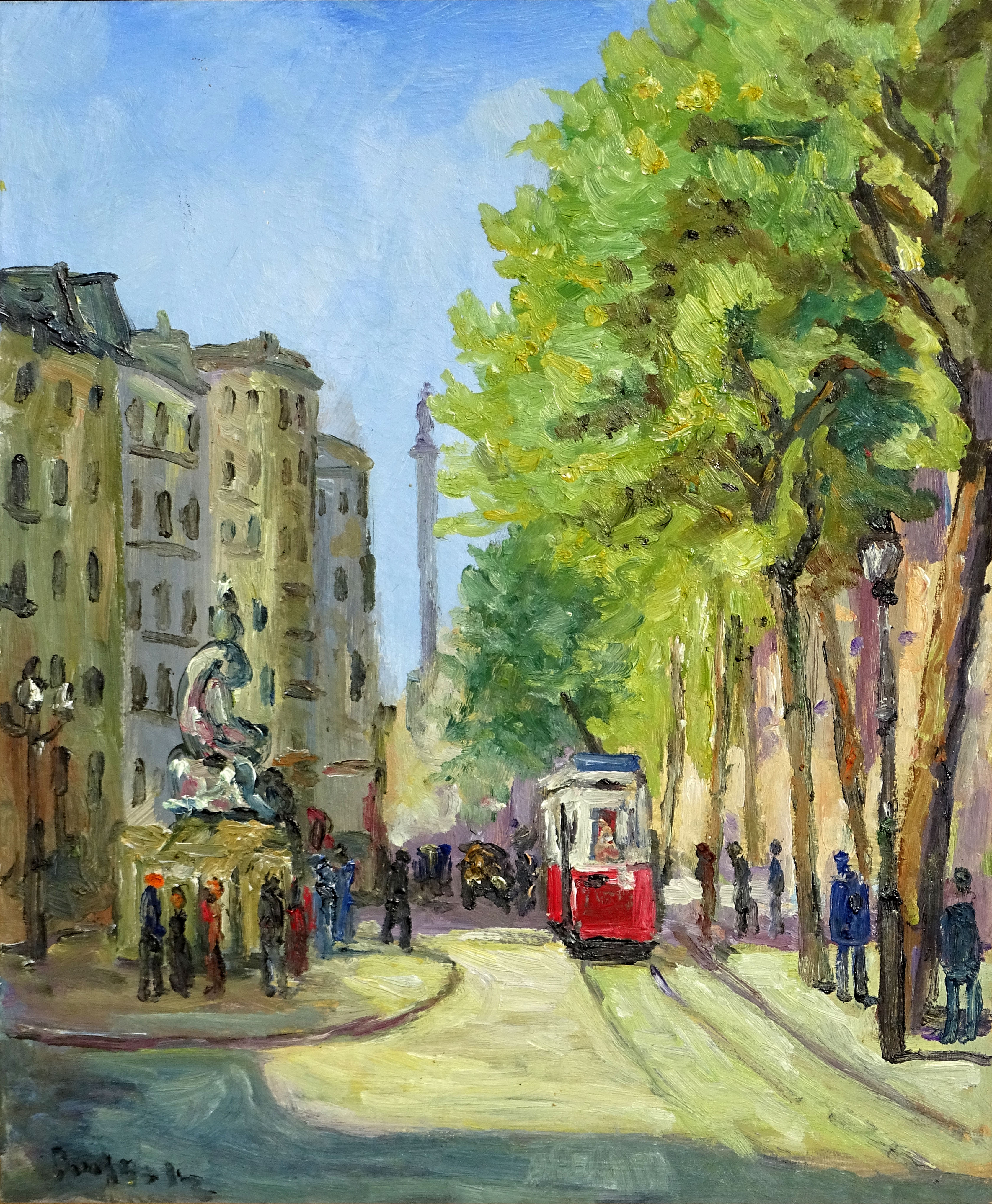
Barcelona (1932–34)
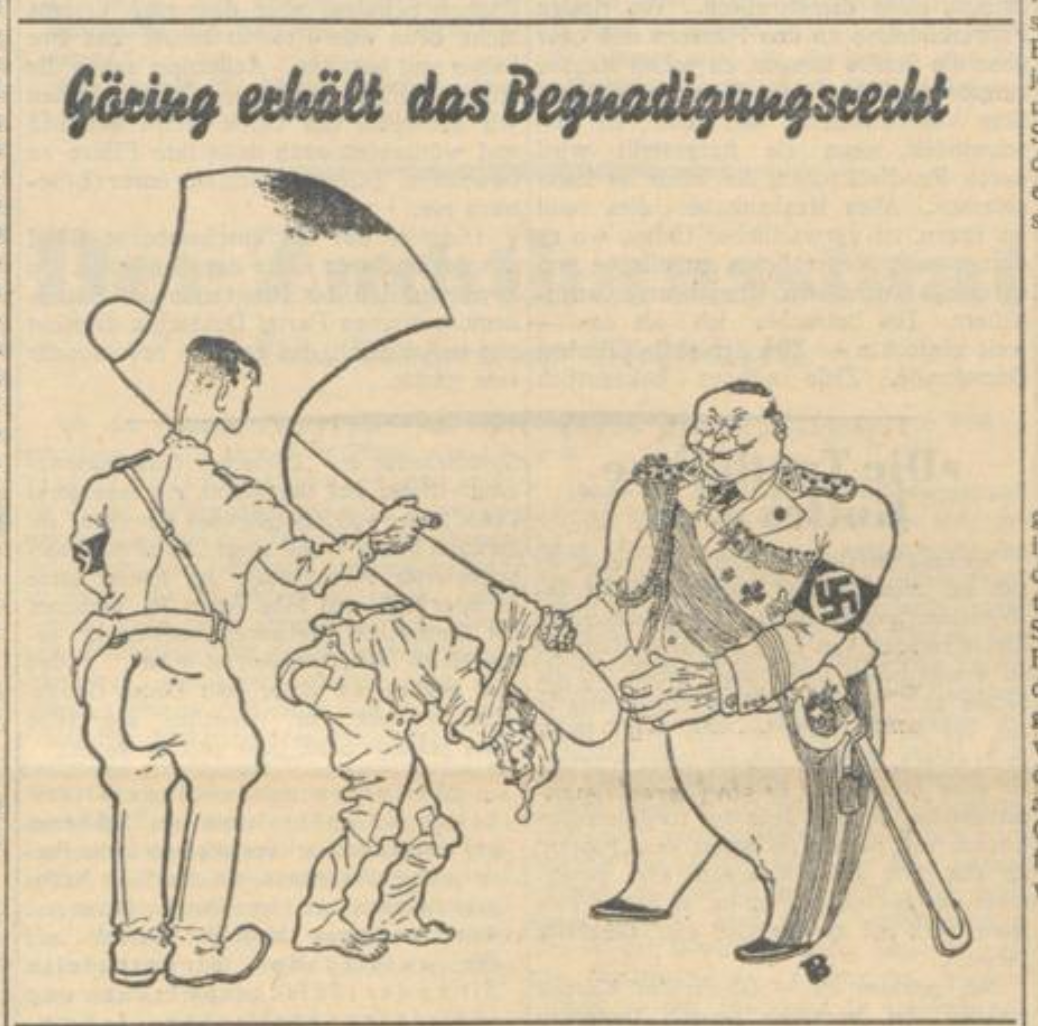
Neuer Vorwärts 1934 – Göring erhält das Begnadigungsrecht
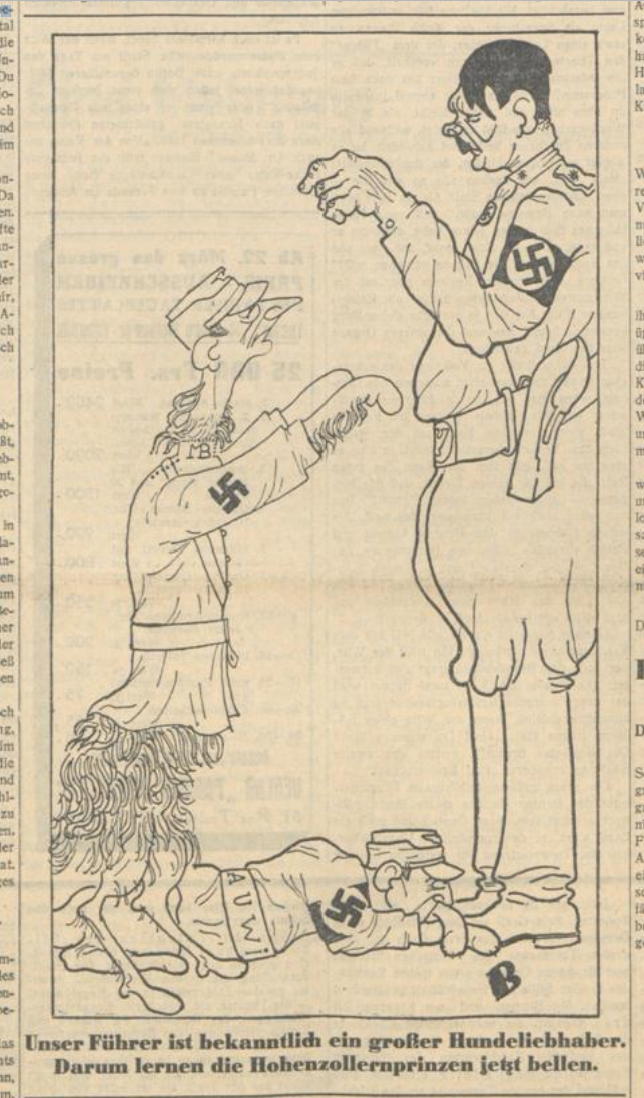
Neuer Vorwärts 1934 – Der Führer
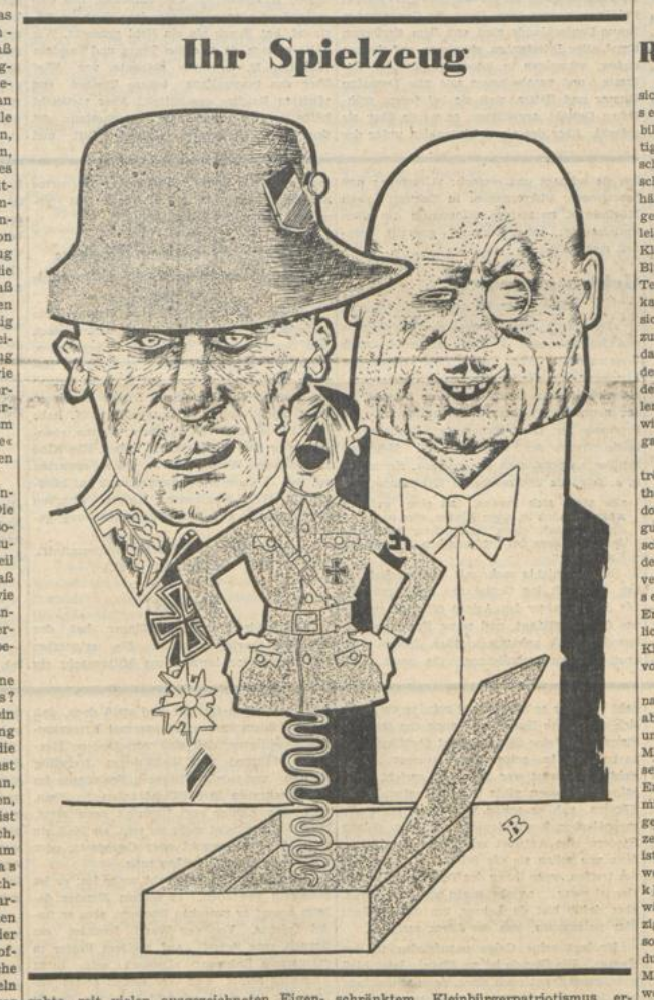
Neuer Vorwärts 1935 – Ihr Spielzeug
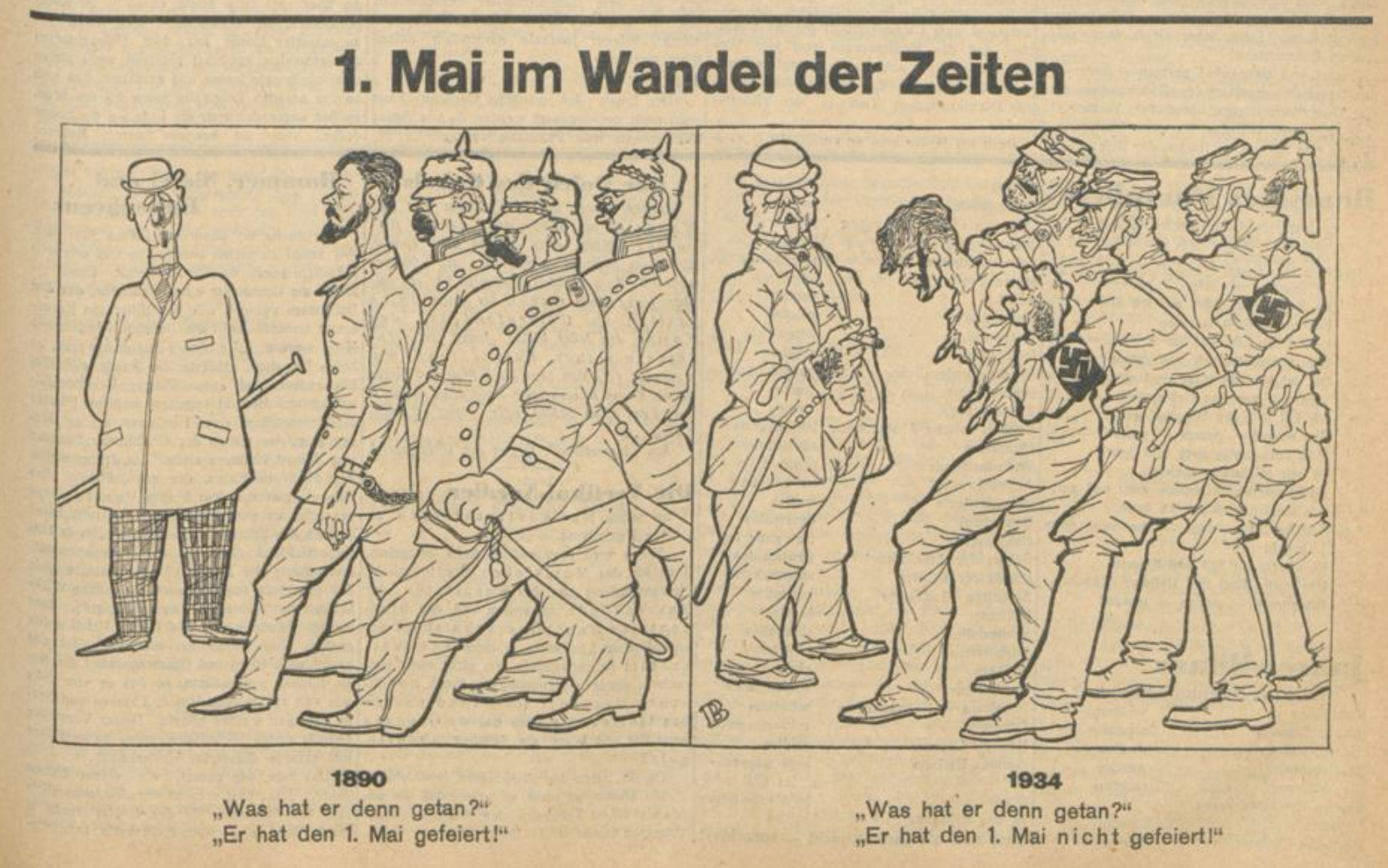
Neuer Vorwärts 1934 1. Mai im Wandel der Zeiten
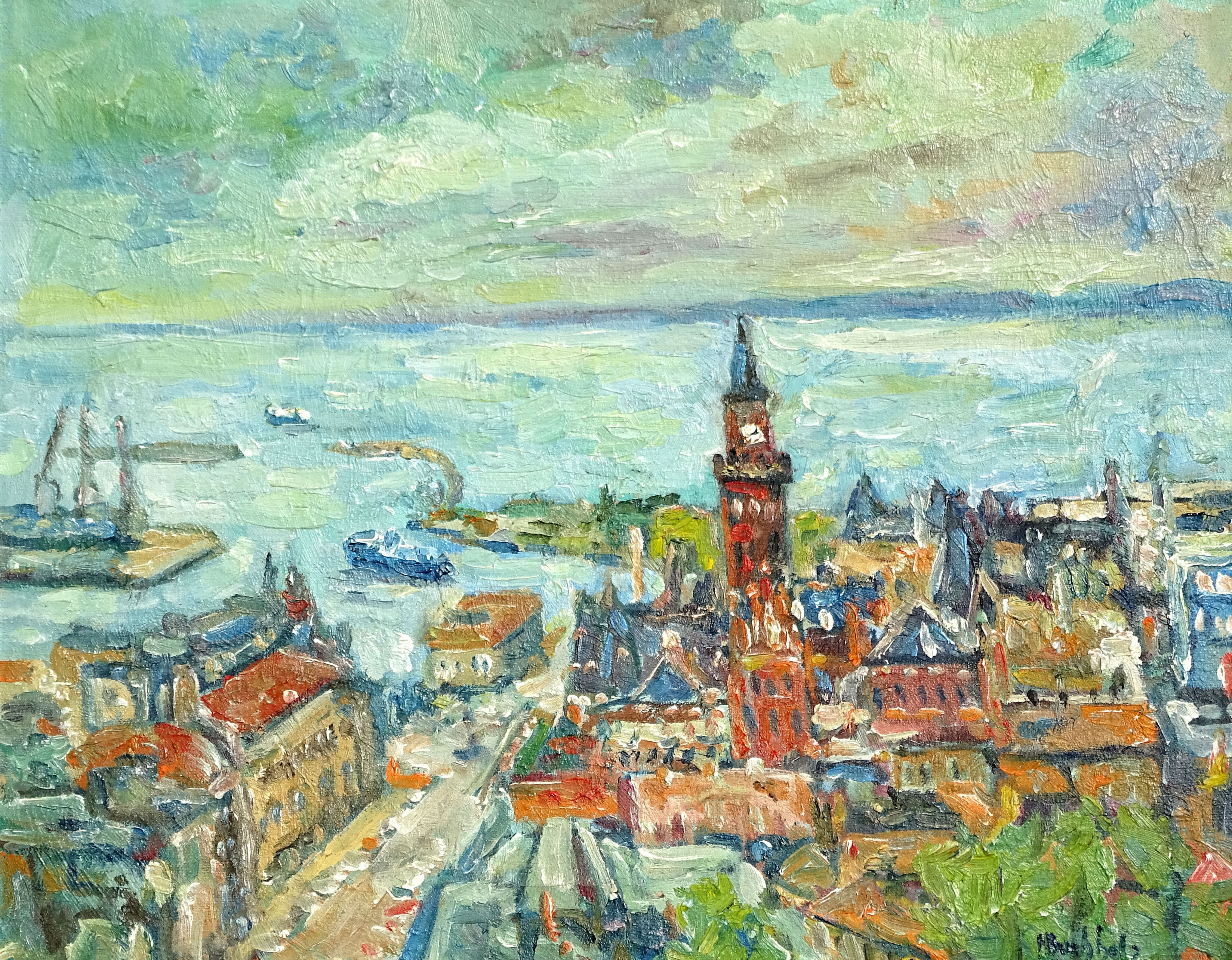
Helsingborg, 1942, Öl auf Leinwand
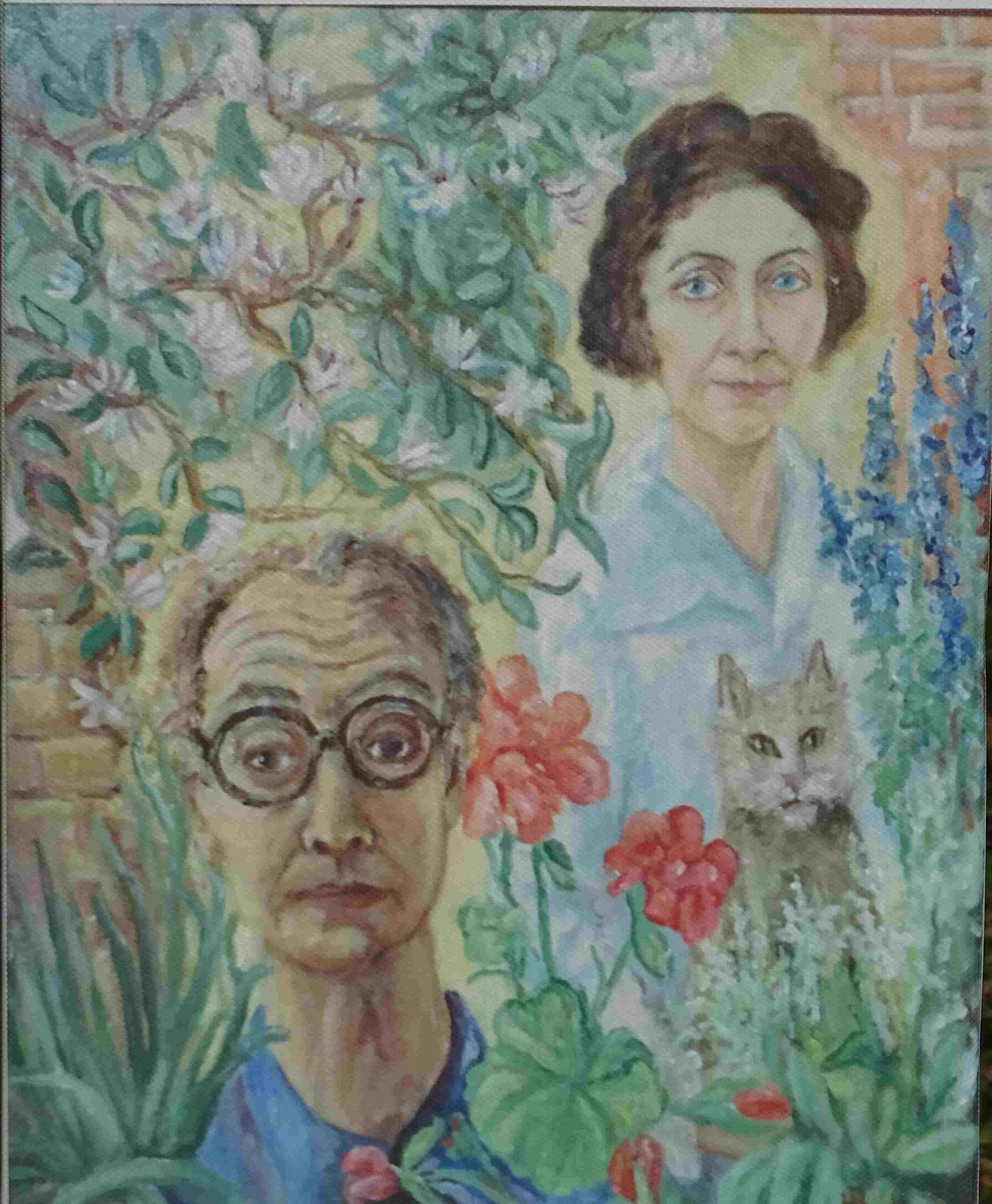
Heinz und Friedel mit Katze
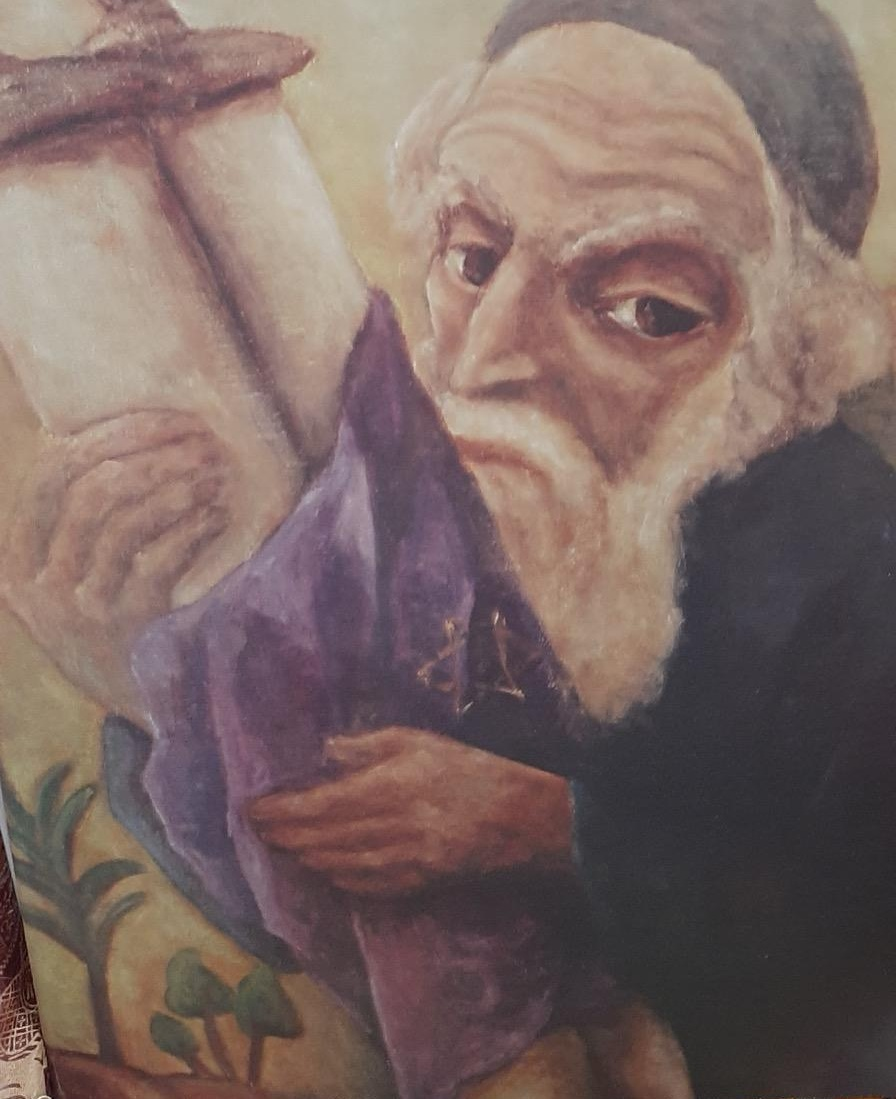
Jude mit Tora
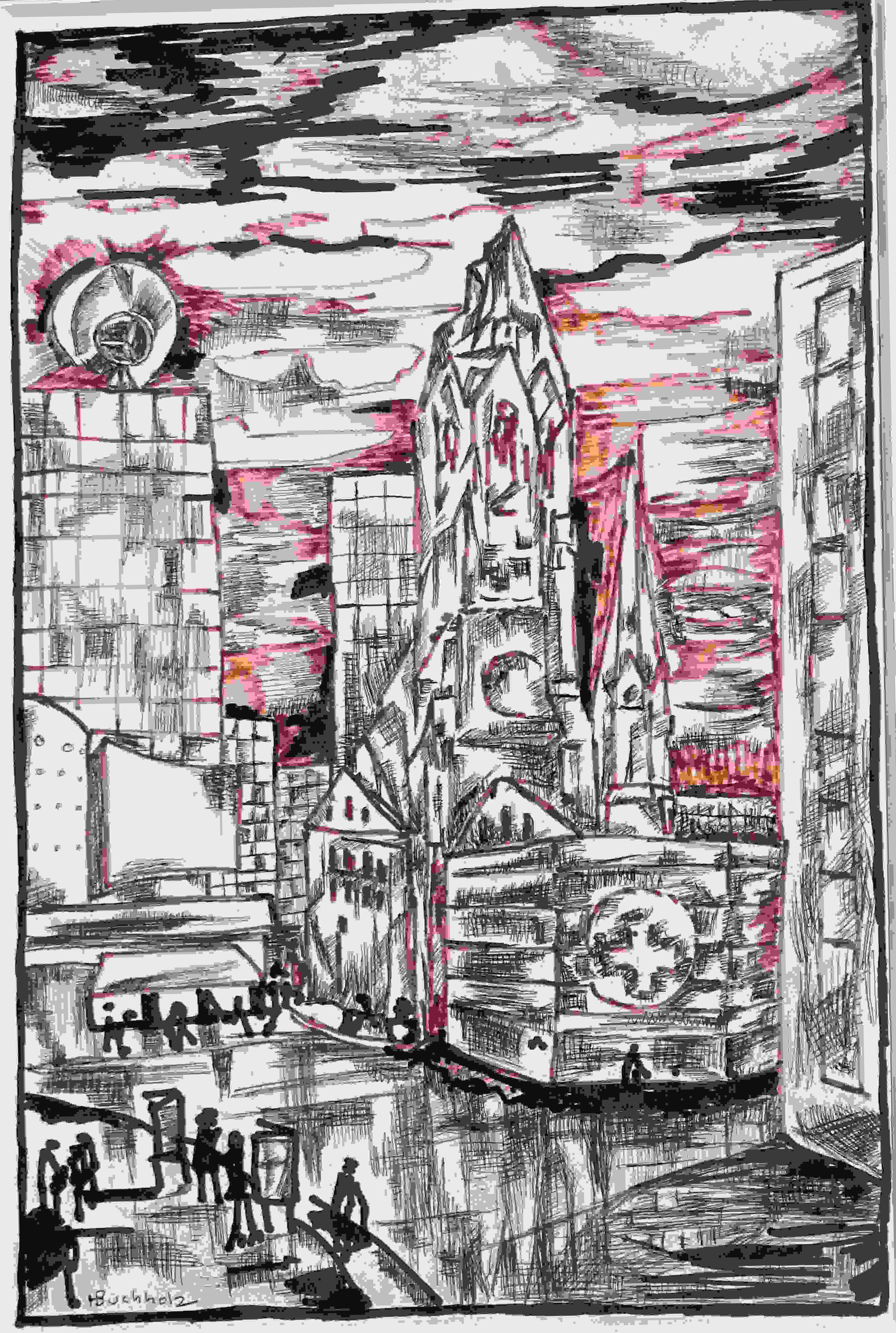
Gedächtniskirche Berlin
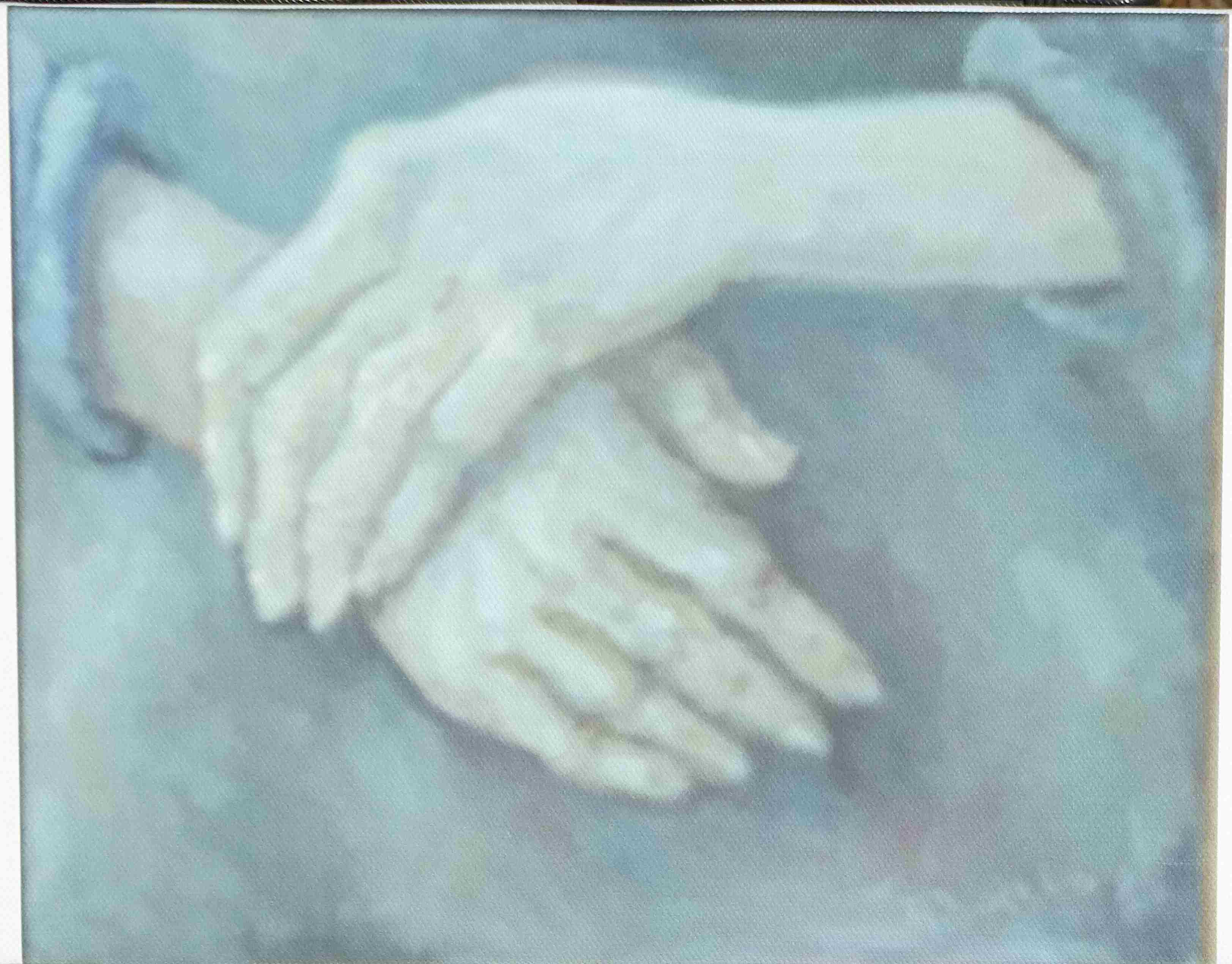
Die Hände